# Melica mollis
Melica mollis är en gräsart som beskrevs av Rodolfo Amando Philippi. Melica mollis ingår i släktet slokar, och familjen gräs. Inga underarter finns listade i Catalogue of Life.